# Pavillon Colombe

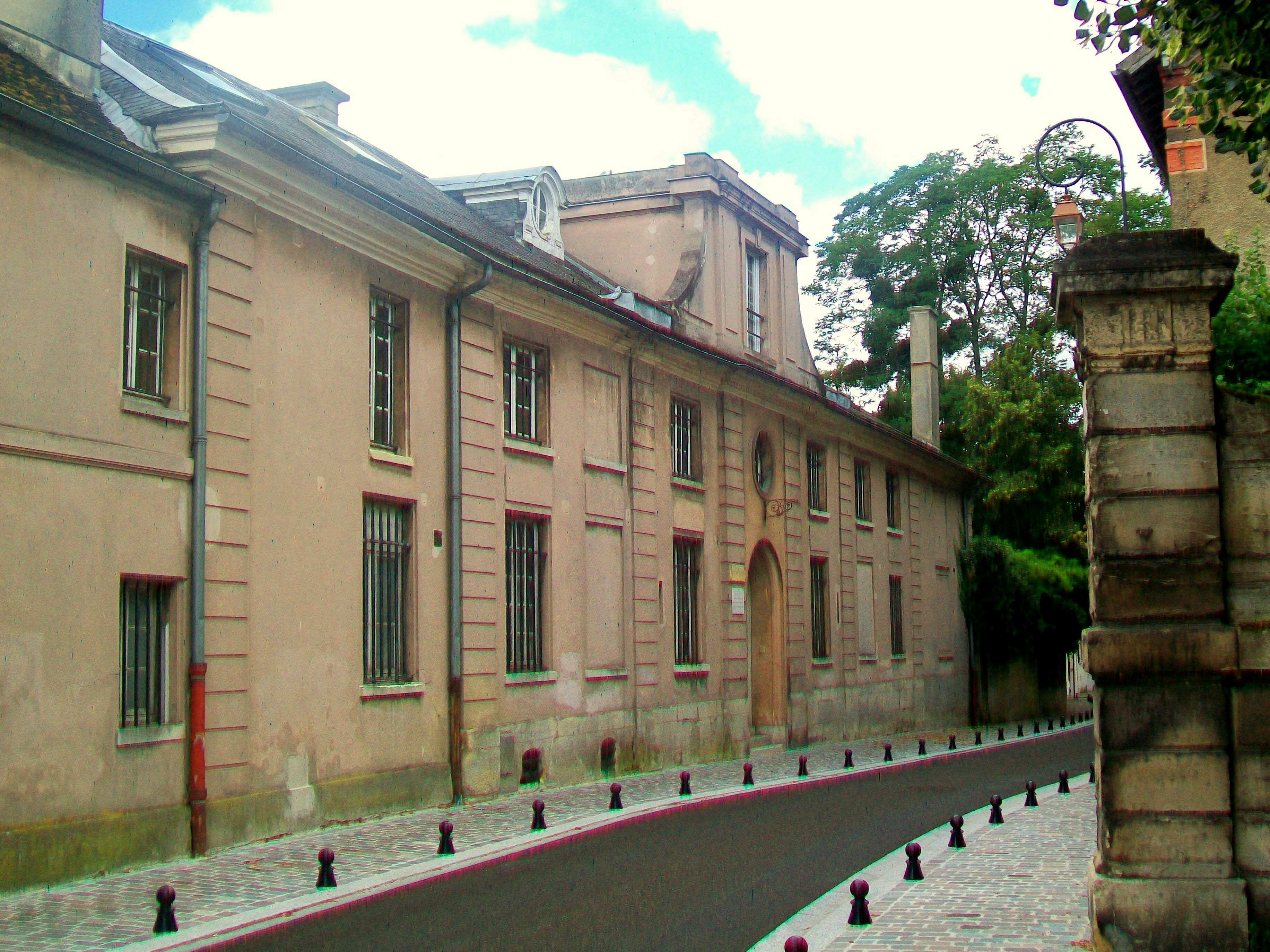
Pavillon Colombe

Der Pavillon Colombe in Saint-Brice-sous-Forêt, einer französischen Gemeinde im Département Val-d’Oise in der Region Île-de-France, wurde um 1770 errichtet. Seit 1994 steht das Gebäude an der rue Edith-Wharton mit Park und seinen Nebengebäuden als Monument historique auf der Liste der Baudenkmäler in Frankreich.

## Geschichte
Das einem Schloss ähnliche Gebäude wurde für Jean-André Vassal, receveur des Finances, nach den Plänen des Architekten François-Joseph Bélanger (1744–1818) errichtet. Vassal schenkte es seiner Mätresse Marie-Catherine Colombe (1751–1830), nach der es benannt wurde. Diese war Schauspielerin an der Comédie-Italienne in Paris. Die prachtvolle Ausstattung erfuhr das Gebäude durch die Maler Jean-Honoré Fragonard und Hubert Robert. Die Skulpturen schufen Jean-Baptiste Pigalle und Jean-Antoine Houdon.
Die amerikanische Schriftstellerin Edith Wharton wohnte ab 1919 bis zu ihrem Tod im Jahre 1937 in diesem Haus. Die Straße, an der sich der Pavillon Colombe befindet, wurde nach ihr benannt.